# Josep Vilà i Ortonobes
Josep Vilà i Ortonobes   (Santpedor, 18 de desembre de 1880 - valor desconegut, valor desconegut) va ser un prolífic dramaturg i locutor de Ràdio Manresa, conegut amb el sobrenom d'Àngel de Montserrat.